# Joey Tempest (musikalbum)
Joey Tempest är det tredje soloalbumet av sångaren och låtskrivaren Joey Tempest, utgivet 2002.
Den mest kända låten från skivan är Forgiven som nådde 33:e plats på singellistan i Sverige.

## Låtlista
1. "Forgiven" - 4:00
2. "Loved by Me" - 3:47
3. "Sometimes" - 3:58
4. "Losers" - 3:10
5. "Superhuman" - 3:39
6. "Always on the Run" - 3:33
7. "Outside Heaven" - 3:56
8. "Magnificent" - 2:21
9. "Dreamless" - 3:37
10. "Every Universe" - 4:11
11. "Falling Apart" - 3:39
12. "Don't Change" - 3:23